# Pandanus nigridens
Pandanus nigridens är en enhjärtbladig växtart som beskrevs av Benjamin Clemens Masterman Stone. Pandanus nigridens ingår i släktet Pandanus och familjen Pandanaceae. Inga underarter finns listade.